# Galisyjski Ruch Oporu

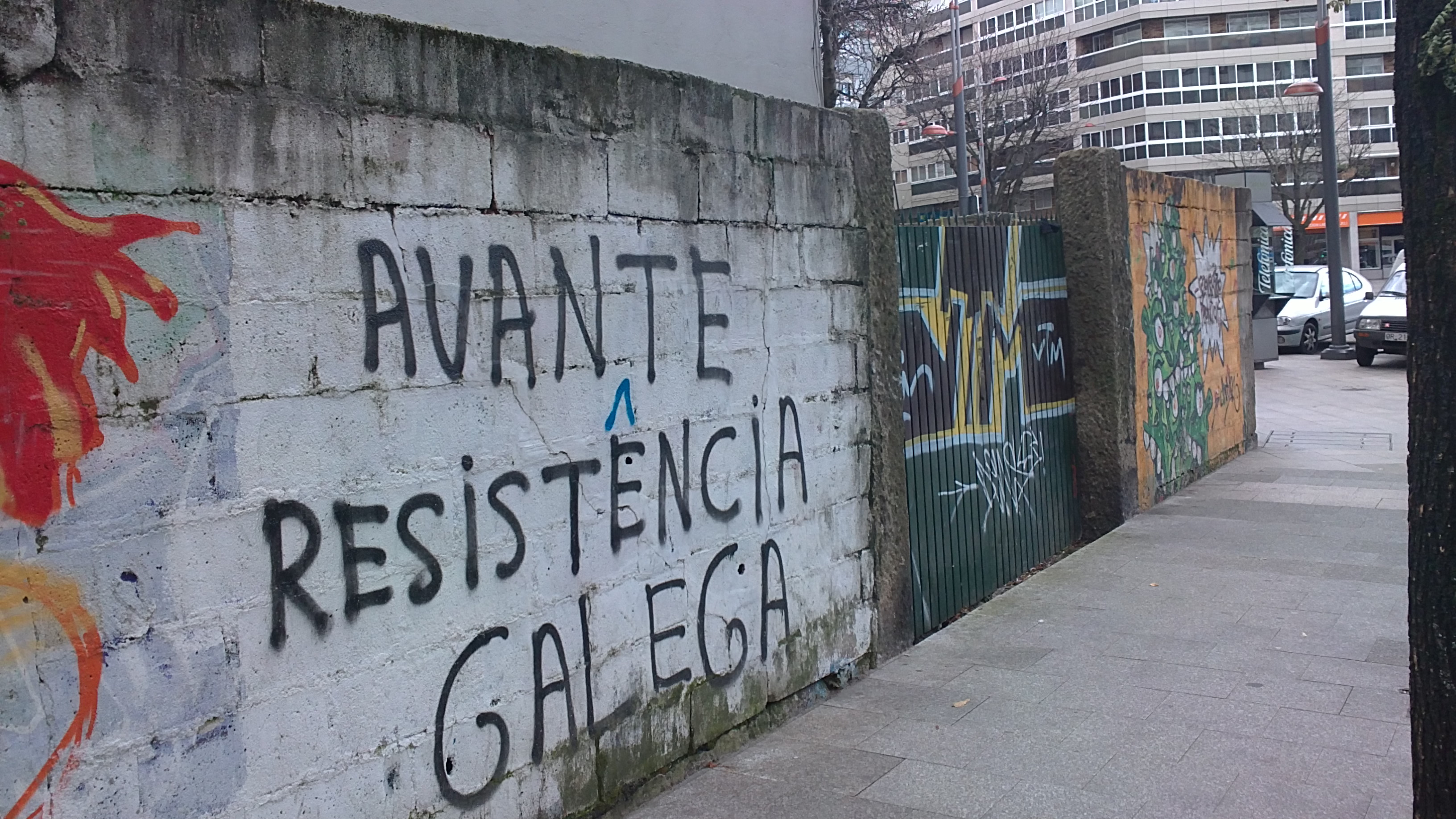
Graffiti wykonane przez sympatyków ruchu

Galisyjski Ruch Oporu (galic. Resistência Galega) – organizacja separatystyczna z Galicji.

## Historia
Sformowany został w 2005 roku. Posługuje się terrorystycznymi metodami działania. Na koncie ma niewielkie zamachy bombowe. Ataki grupy są skierowane głównie przeciwko funkcjonariuszom państwowym, partiom politycznym czy korporacjom. Według szacunków policji hiszpańskiej formacja nie liczy więcej niż 200 członków i posiada minimalne poparcie społeczne.

## Wsparcie zagraniczne
Według hiszpańskich służb grupa sporadycznie współpracowała z baskijską ETA.

## Ideologia
Jest grupą nacjonalistyczną i lewicową. Celem formacji jest utworzenie niepodległej Galicji.